# U-105 (tàu ngầm Đức) (1940)
U-105 là một tàu ngầm tuần dương  Lớp Type IX thuộc phân lớp Type IXB được Hải quân Đức Quốc Xã chế tạo trong Chiến tranh Thế giới thứ hai. Nhập biên chế năm 1940, nó đã thực hiện tổng cộng chín chuyến tuần tra, đánh chìm tổng cộng 22 tàu buôn với tổng tải trọng 123.624 GRT và một tàu chiến tải trọng 1.546 tấn. Trong chuyến tuần tra cuối cùng trong Đại Tây Dương, U-105 bị chiếc thủy phi cơ Potez-CAMS 141 thuộc lực lượng Pháp Tự do thả mìn sâu đánh chìm ngoài khơi bờ biển Dakar, Sénégal vào ngày 2 tháng 6, 1943.

## Thiết kế và chế tạo

### Thiết kế
Thiết kế của tàu ngầm Type IXB là phiên bản nâng cấp nhỏ từ Type IXA, tăng thêm trữ lượng nhiên liệu để kéo dài tầm xa hoạt động. Chúng có trọng lượng choán nước 1.051 t (1.034 tấn Anh) khi nổi và 1.178 t (1.159 tấn Anh) khi lặn. Con tàu có chiều dài chung 76,50 m (251 ft 0 in), lớp vỏ trong chịu áp lực dài 58,75 m (192 ft 9 in), mạn tàu rộng 6,51 m (21 ft 4 in), chiều cao 9,60 m (31 ft 6 in) và mớn nước 4,70 m (15 ft 5 in).
Chúng trang bị hai động cơ diesel MAN M 9 V 40/46 siêu tăng áp 9-xy lanh 4 thì, tổng công suất 4.400 PS (3.200 kW; 4.300 bhp), dẫn động hai trục chân vịt đường kính 1,92 m (6,3 ft), cho phép đạt tốc độ tối đa 18,2 kn (33,7 km/h), và tầm hoạt động tối đa 12.000 nmi (22.000 km) khi đi tốc độ đường trường 10 kn (19 km/h). Khi đi ngầm dưới nước, chúng sử dụng hai động cơ/máy phát điện Siemens-Schuckert 2 GU 345/34 tổng công suất 1.000 PS (740 kW; 990 shp). Tốc độ tối đa khi lặn là 7,3 kn (13,5 km/h), và tầm hoạt động 64 nmi (119 km) ở tốc độ 4 kn (7,4 km/h). Con tàu có khả năng lặn sâu đến 230 m (750 ft).
Vũ khí trang bị có sáu ống phóng ngư lôi 53,3 cm (21 in), bao gồm bốn ống trước mũi và hai ống phía đuôi, và mang theo tổng cộng 22 quả ngư lôi 53,3 cm (21 in). Tàu ngầm Type IX trang bị một hải pháo 10,5 cm (4,1 in) SK C/32 với 110 quả đạn, một pháo phòng không 3,7 cm (1,5 in) SK C/30 và hai pháo phòng không 2 cm (0,79 in) C/30. Thủy thủ đoàn bao gồm 4 sĩ quan và 44 thủy thủ.

### Chế tạo
U-105 được đặt hàng vào ngày 24 tháng 5, 1938, và được đặt lườn tại xưởng tàu AG Weser của hãng DeSchiMAG ở Bremen vào ngày 16 tháng 11, 1938. Nó được hạ thủy vào ngày 15 tháng 6, 1940, và nhập biên chế cùng Hải quân Đức Quốc Xã vào ngày 10 tháng 9, 1940 dưới quyền chỉ huy của Hạm trưởng, Đại úy Hải quân Georg Schewe.

## Lịch sử hoạt động

### 1940

#### Chuyến tuần tra thứ nhất
U-105 xuất phát từ Kiel vào ngày 24 tháng 12, 1940 cho chuyến tuần tra đầu tiên trong chiến tranh. Nó tiến ra Bắc Hải, rồi băng qua khe GIUK giữa quần đảo Faroe và Iceland để hoạt động trong vùng biển Bắc Đại Tây Dương về phía Tây Ireland (Khu vực Tiếp cận phía Tây). Vào ngày 9 tháng 1, 1941, nó phóng ngư lôi đánh chìm chiếc tàu buôn Anh Bassano 4.844 GRT ở vị trí về phía Tây Bắc Rockall. Vào ngày 26 tháng 1, nó phóng ngư lôi kết liễu chiếc tàu buôn Anh Lurigethan 3.564 GRT, vốn bị phân tán khỏi Đoàn tàu SL 61 và đã bị hư hại trước đó do không kích. U-105 kết thúc chuyến tuần tra và đi đến cảng Lorient bên bờ biển Đại Tây Dương của Pháp đã bị Đức chiếm đóng, đến nơi vào ngày 31 tháng 1. Lorient trở thành căn cứ hoạt động của U-105 trong suốt thời gian còn lại của quãng đời hoạt động.

### 1941

#### Chuyến tuần tra thứ hai
U-105 rời Lorient cho chuyến tuần tra thứ hai vào ngày 22 tháng 2; đây trở thành chuyến tuần tra dài ngày nhất của chiếc U-boat với 112 ngày hoạt động trên biển. Nó cùng với tàu ngầm U-124 được lệnh đánh chặn Đoàn tàu SL-67, và U-105 đã đánh chìm tàu buôn Harmodius 5.229 GRT vào ngày 8 tháng 3; hai chiếc U-boat đã đánh chìm tổng cộng 28.148 GRT tàu bè.
Sau đó U-105 chuyển sang tấn công Đoàn tàu SL-68, đánh chìm các tàu buôn Medjerda 4.308 GRT vào ngày 18 tháng 3, Mandalika 7.750 GRT vào ngày 19 tháng 3, và Clan Ogilvy 5.802 GRT, Benwyvis 5.920 GRT cùng Jhelum 4.038 GRT, tất cả cùng vào ngày 21 tháng 3.
U-105 thực hiện chiến công đầu tiên của Hải quân Đức Quốc Xã ngoài khơi bờ biển Nam Mỹ khi nó đánh chìm tàu buôn Anh Ena de Larrinaga 5.200 GRT vào ngày 5 tháng 4. Sau đó nó tấn công Đoàn tàu OG-59 và đánh chìm Oakdene 4.255 GRT vào ngày 6 tháng 5, Benvrackie 6.434 GRT trong thành phần Đoàn tàu OB-312 vào ngày 13 tháng 5, Benvenue 5.920 GRT trong thành phần Đoàn tàu OB-314 vào ngày 15 tháng 5, Rodney Star 11.803 GRT vào ngày hôm sau, và Scottish Monarch 4.719 GRT trong thành phần Đoàn tàu OB-319 vào ngày 1 tháng 6. Đây là một trong những chuyến tuần tra thành công nhất của một tàu ngầm U-boat trong Thế Chiến II, khi 12 tàu bè có tổng tải trọng 71.450 GRT bị đánh chìm.
Trong chuyến đi vào ngày 5 tháng 5, U-105 gặp tai nạn khi khẩu hải pháo 105 mm trên boong tàu phát nổ, khiến sáu người bị thương. Chiếc U-boat quay trở về Lorient vào ngày 13 tháng 6.

#### Chuyến tuần tra thứ ba
Trong chuyến tuần tra thứ ba bắt đầu từ Lorient vào ngày 3 tháng 8, quay trở lên phía Bắc để hoạt động trong Bắc Đại Tây Dương về phía Nam Greenland và Iceland. Nó lần lượt hoạt động trong thành phần các bầy sói Hammer từ ngày 5 đến ngày 12 tháng 8, rồi cùng bầy sói Grönland từ ngày 12 đến ngày 27 tháng 8. Sau đó trong thành phần bầy sói Margrave, nó đánh chìm tàu buôn  Panama Montana 1.549 GRT trong thành phần Đoàn tàu SC 42 vào ngày 11 tháng 9. Chiếc U-boat quay trở về Lorient vào ngày 20 tháng 9.

#### Chuyến tuần tra thứ tư
U-105 khởi hành từ Lorient vào ngày 8 tháng 11 cho chuyến tuần tra thứ tư, và trải qua 36 ngày hoạt động tại vùng biển Bắc Đại Tây Dương. Nó tham gi cùng bầy sói Steuben từ ngày 14 tháng 11 đến ngày 2 tháng 12, nhưng không đánh chìm được mục tiêu nào, và quay trở về Lorient vào ngày 13 tháng 12.

### 1942

#### Chuyến tuần tra thứ năm
Sau khi Đại úy Georg Schewe bàn giao vai trò hạm trưởng U-105 cho Thiếu tá Hải quân Heinrich Schuch vào ngày 6 tháng 1, 1942, U-105 xuất phát từ Lorient cho chuyến tuần tra thứ năm vào ngày 25 tháng 1, và hoạt động trong vùng biển về phía Tây vịnh Biscay. Vào ngày 31 tháng 1, nó đã đánh chìm chiếc tàu sà lúp Anh HMS Culver (1.546 tấn), vốn đang hộ tống cho Đoàn tàu SL 98 ở vùng biển về phía Tây Nam Ireland.  Đến ngày 5 tháng 2, chiếc U-boat đã cứu vớt bảy thành viên đội bay một máy bay ném bom Dornier Do 24 bị rơi ở vị trí 350 nmi (650 km) ngoài khơi bờ biển nước Pháp. Nó quay trở về Lorient vào ngày 8 tháng 2.

#### Chuyến tuần tra thứ sáu
U-105 lại khởi hành từ Lorient vào ngày 25 tháng 2 cho chuyến tuần tra thứ sáu; nó băng qua suốt Đại Tây Dương để hoạt động dọc theo bờ biển phía Đông Hoa Kỳ. Trong vòng ba ngày từ ngày 25 đến ngày 27 tháng 3, nó đánh chìm các tàu chở dầu Anh Narragansett 103.898 GRT tại tọa độ 34°46′B 67°40′T / 34,767°B 67,667°T và tàu Na Uy Svenør 7.616 GRT tại tọa độ 35°55′B 69°20′T / 35,917°B 69,333°T Nó quay trở về Lorient vào ngày 15 tháng 4, sau 50 ngày hoạt động trên biển.

#### Chuyến tuần tra thứ bảy
Sau khi rời căn cứ Lorient vào ngày 7 tháng 6 cho chuyến tuần tra thứ bảy, trong khi còn đang băng qua vùng biển vịnh Biscay vào ngày 12 tháng 6, U-105 bị một thủy phi cơ Short Sunderland thuộc Liên đội 10 Không quân Hoàng gia Australia tấn công, và bị hư hại nghiêm trọng đến mức nó phải đi đến cảng Ferrol, Tây Ban Nha (trung lập) để ẩn náu cho đến ngày 28 tháng 6, và quay trở lại Lorient vào ngày 30 tháng 6.
Hư hại mà con tàu chịu đựng nghiêm trọng đến mức nó phải được sửa chữa tại Lorient cho đến tận đầu tháng 11. Trong giai đoạn này Trung úy Hans-Adolf Schweichel tạm quyền chỉ huy con tàu, nhưng không thực hiện chuyến tuần tra nào, và bàn giao lại chức vụ cho Đại úy Jürgen Nissen.

### 1943

#### Chuyến tuần tra thứ tám
U-105 chỉ khởi hành từ Lorient cho chuyến tuần tra tiếp theo vào ngày 23 tháng 11, 1942. Tại khu vực về phía Đông Bắc lục địa Nam Mỹ, nó lần lượt đánh chìm các tàu buôn Anh
Orfor 6.578 GRT vào ngày 14 tháng 12, tàu buồm C. S. Flight 67 GRT vào ngày 12 tháng 1, 1943, tàu chở dầu British Vigilance 8.093 GRT, trong thành phần Đoàn tàu TM 1, vào ngày 24 tháng 1, và tàu chở hàng Hoa Kỳ Cape Decision 5.106 GRT vào ngày 27 tháng 1. U-105 quay trở về Lorient vào ngày  14 tháng 2.

#### Chuyến tuần tra thứ chín - Bị mất
U-105 xuất phát từ cảng Lorient vào ngày 16 tháng 3 cho chuyến tuần tra thứ chín, cũng là chuyến cuối cùng, để hoạt động trong Đại Tây Dương ngoài khơi bờ biển Tây Phi. Trên đường đi vào ngày 1 tháng 4, hạm trưởng của U-105, Trung úy Jürgen Nissen, được thăng lên hàm Đại úy Hải quân. Đến ngày 15 tháng 5 U-105 đánh chìm tàu buôn Hy Lạp Maroussio Logothetis 4.669 GRT ở vị trí 250 nmi (460 km) về phía Tây Nam Freetown.
Vào ngày 2 tháng 6, ở vị trí ngoài khơi Dakar, Sénégal, U-105 bị chiếc thủy phi cơ Potez-CAMS 141 thuộc lực lượng Pháp Tự do thả mìn sâu đánh chìm tại tọa độ 14°15′B 17°35′T / 14,25°B 17,583°T. Toàn bộ 53 thành viên thủy thủ đoàn của U-105 đều tử trận.

### "Bầy sói" tham gia
U-105 từng tham gia bốn bầy sói:
- Hammer (5 - 12 tháng 8, 1941)
- Grönland (12 - 27 tháng 8, 1941)
- Markgraf (27 tháng 8 - 11 tháng 9, 1941)
- Steuben (14 tháng 11 - 2 tháng 12, 1941)

### Tóm tắt chiến công
U-105 đã đánh chìm được tổng cộng 22 tàu buôn với tổng tải trọng 123.624 GRT và một tàu chiến tải trọng 1.546 tấn:
| Ngày              | Tên tàu            | Quốc tịch              | Tải trọng | Số phận      |
| ----------------- | ------------------ | ---------------------- | --------- | ------------ |
| 9 tháng 1, 1941   | Bassano            | United Kingdom         | 4.843     | Bị đánh chìm |
| 26 tháng 1, 1941  | Lurigethan         | United Kingdom         | 3.564     | Bị đánh chìm |
| 8 tháng 3, 1941   | Harmodius          | United Kingdom         | 5.229     | Bị đánh chìm |
| 18 tháng 3, 1941  | Medjerda           | United Kingdom         | 4.380     | Bị đánh chìm |
| 19 tháng 3, 1941  | Mandalika          | Netherlands            | 7.750     | Bị đánh chìm |
| 21 tháng 3, 1941  | Benwyvis           | United Kingdom         | 5.920     | Bị đánh chìm |
| 21 tháng 3, 1941  | Clan Ogilvy        | United Kingdom         | 5.802     | Bị đánh chìm |
| 21 tháng 3, 1941  | Jhelum             | United Kingdom         | 4.038     | Bị đánh chìm |
| 5 tháng 4, 1941   | Ena de Larringa    | United Kingdom         | 5.200     | Bị đánh chìm |
| 6 tháng 5, 1941   | Oakdene            | United Kingdom         | 4.255     | Bị đánh chìm |
| 13 tháng 5, 1941  | Benyrackie         | United Kingdom         | 6.434     | Bị đánh chìm |
| 15 tháng 5, 1941  | Benvenue           | United Kingdom         | 5.920     | Bị đánh chìm |
| 16 tháng 5, 1941  | Rodney Star        | United Kingdom         | 11.803    | Bị đánh chìm |
| 1 tháng 6, 1941   | Scottish Monarch   | United Kingdom         | 4.719     | Bị đánh chìm |
| 11 tháng 9, 1941  | Montana            | Panama                 | 1.549     | Bị đánh chìm |
| 31 tháng 1, 1942  | HMS Culver         | Hải quân Hoàng gia Anh | 1.546     | Bị đánh chìm |
| 25 tháng 3, 1942  | Narrangansett      | United Kingdom         | 10.389    | Bị đánh chìm |
| 27 tháng 3, 1942  | Svenør             | Norway                 | 7.616     | Bị đánh chìm |
| 14 tháng 12, 1942 | Orfor              | United Kingdom         | 6.578     | Bị đánh chìm |
| 12 tháng 1, 1943  | C.S. Flight        | United Kingdom         | 67        | Bị đánh chìm |
| 24 tháng 1, 1943  | British Vigilance  | United Kingdom         | 8.093     | Bị đánh chìm |
| 27 tháng 1, 1943  | Cape Decision      | United States          | 5.106     | Bị đánh chìm |
| 15 tháng 5, 1943  | Marusso Logothetis | Greece                 | 4.669     | Bị đánh chìm |